# إشريكية
الإشريكية هي جنس من البكتيريا سالبة الغرام، غير مشكلة للأبواغ، لاهوائية اختيارية، عصوية الشكل من عائلة الأمعائيات. هذه الأجناس من سكان السبيل الهضمي للحيوانات ذوات الدم الحار، وتوفر جزءا من فيتامين ك المشتق الميكروبي لمضيفها، عدد من أجناس هذه البكتيريا مُمرض. سمي هذا الجنس باسم العالم ثيودور إيشيرش مكتشف الإشريكية القولونية.